# KO-6
KO-6（あるいはTSEC/KO-6）とは1949年にアメリカ合衆国のベル研究所で開発されアメリカ軍で使用された多目的の暗号化装置である。1台で音声、ファクシミリ、複数回線のテレタイプの全二重通信の暗号化が可能で、主に1950年代中頃から1960年代中頃にかけて使用された。

## 概要
KO-6は、第二次世界大戦中に開発された秘話装置SIGSALYで使われた技術をベースに、汎用化と小型化を行った暗号化装置である。
ベースとなったSIGSALYはベル研究所で開発された世界最初の実用的なデジタル音声暗号化システムで1943年から1946年にかけて使用され、装置の重さは約55トン、消費電力は30kWに上り、7フィート標準ラック30以上を占める複雑で大掛かりなものだった。運用も大変でコストがかかるものだったため、第二次世界大戦が終了するとSIGSALYは破棄された。しかし音声暗号化システム自体のニーズは高く、その後1949年にアメリカ政府とベル研究所が協力してより小型で運用コストの低い暗号化装置KO-6を開発した。名称の先頭の"K"は「暗号化」、"O"は「多目的」を表し、"KO"は多目的暗号化装置を意味している。
KO-6は大型の電気冷蔵庫3台分程度の大きさで、重量は1トン、消費電力は3kWだった、SIGSALYが音声しか暗号化できなかったのに対し、多目的化されたKO-6は音声だけでなくファクシミリやテレタイプの信号も暗号化できた。SIGSALYと同様、音声情報の圧縮のためにはアナログボコーダー技術を使用したため音質が悪く、音声モードはほとんど使用されなかったと言われる。
KO-6を構成する3台のラックはそれぞれ上下2つのユニットからなり、全体は6台の同程度の大きさのユニットから構成されていた。送信部と受信部とは独立したユニットとなっていたため全二重での暗号化が可能だった。
KO-6は1,500本以上の真空管からなる当時としてはかなり複雑な装置で、そのベースとなったSIGSALYと同様、多量の真空管によるアナログ回路を用いたシステムは常に較正が必要だった。装置は簡単に持ち運びができる大きさではなかったため、最上部の暗号鍵生成装置を含む全体の装置が緊急時に容易に破壊できるよう、装置の上に高温を発生させるテルミット装置が備え付けられ短時間で暗号化装置を溶けた金属の塊にすることができた。

## 共通鍵生成

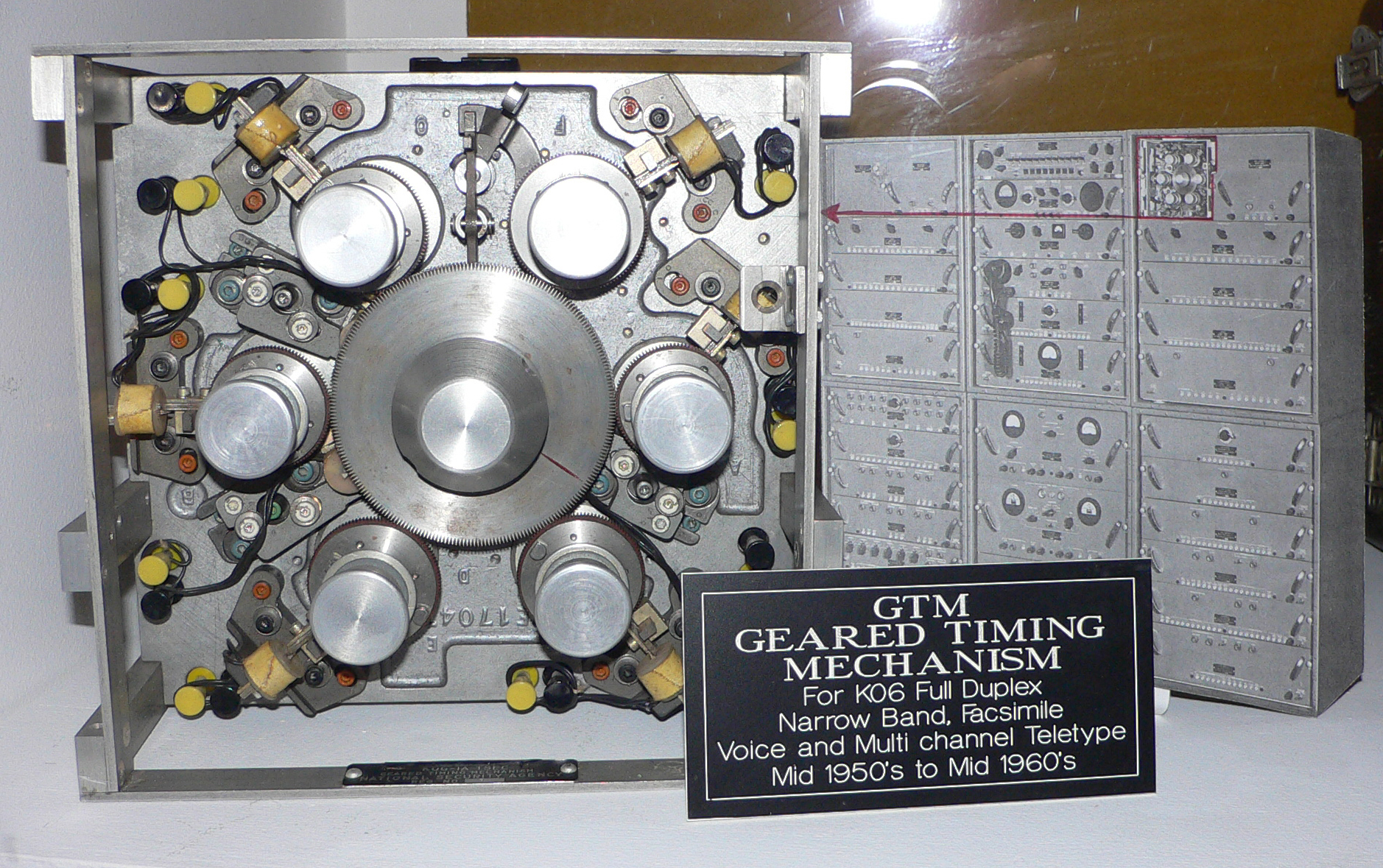
KO-6のギアメカニズムと全体写真。アメリカ国立暗号博物館の展示。

暗号化と復号に使用される共通鍵には、技術的なベースとなったSIGSALYと比べ運用コストのより低い方式が用いられた。
SIGSALYではバーナム暗号を応用した暗号化方式が使われ、レコード（音盤）にあらかじめデジタル録音された使い捨ての乱数（ワンタイムパッド）で暗号化を行った。この方式は盗聴による解読が理論的に不可能な優れた方式だったが、異なった乱数を記録したレコードを大量に作成し密使が送信場所と受信場所に運搬する必要があり、運用コストが高かった。そのため、KO-6ではギアメカニズムを用い、現在の典型的なストリーム暗号のように疑似乱数を内部で生成する方式が採用された。
KO-6にはラックから取り外し可能なおおよそ12インチ四方の暗号鍵生成装置が2台あり、ラックの最上部に格納されていた。鍵生成には複数のギアからなる電気機械的なメカニズムを用いた。それぞれのギアにはスロットが設けられ、複数の小さな棒状の磁石が埋め込まれていて、各ギアの回転により近くに設置されたピックアップに一定周期のランダムなパルス信号を発生させる。これらのパルス信号を組み合わせることで長い周期の擬似乱数を生成し、暗号化と復号のための共通鍵として使用した。1963年頃、パルス信号のパターンを変更するのが難しい磁気的な方式は廃止され、各回転軸の後方にスロットのあるプラスチックの交換可能な円盤を取り付け光学式のピックアップでパルスを発生させる方式に改良された。
発生する疑似乱数の周期は長かったと言われる。NSAのボーク（David G. Boak）はNSA内での講義において、KO-6のギアメカニズム内の6つの金属製ディスクが回転し再び全てが元の位置に戻るのにおおよそ33年かかる、と説明している。

## 歴史
最初の音声暗号化システムであるSIGSALYと比べると小型化されていたが、KO-6は複雑で扱いにくかったため限られた台数しか使用されなかった。
KO-6の開発後、1953年には音声暗号化装置KY-9が開発された。これは12チャネルのボコーダーとハンドメイドのトランジスタを使用し、重さは256kg（565ポンド）に低減された。
大きさもサイドデスク程度の大きさになった。1962年10月26日、ジョン・F・ケネディ大統領がキューバ危機の対応について当時パリにいたノースタッド将軍と話し合った際にはこのKY-9が使われた。1台の価格はSIGSALYと比べるとはるかに安かったが、それでも4万ドルと高価だったため、政府高官用に300台に満たない台数が生産された。
さらに1961年に開発されたHY-2 16チャネルボコーダーはモジュール化された回路を使い45kg（100ポンド）まで軽くなった。